# Tigridiopalma
Tigridiopalma là chi thực vật có hoa trong họ Mua.